# Krystyna Nowakowska

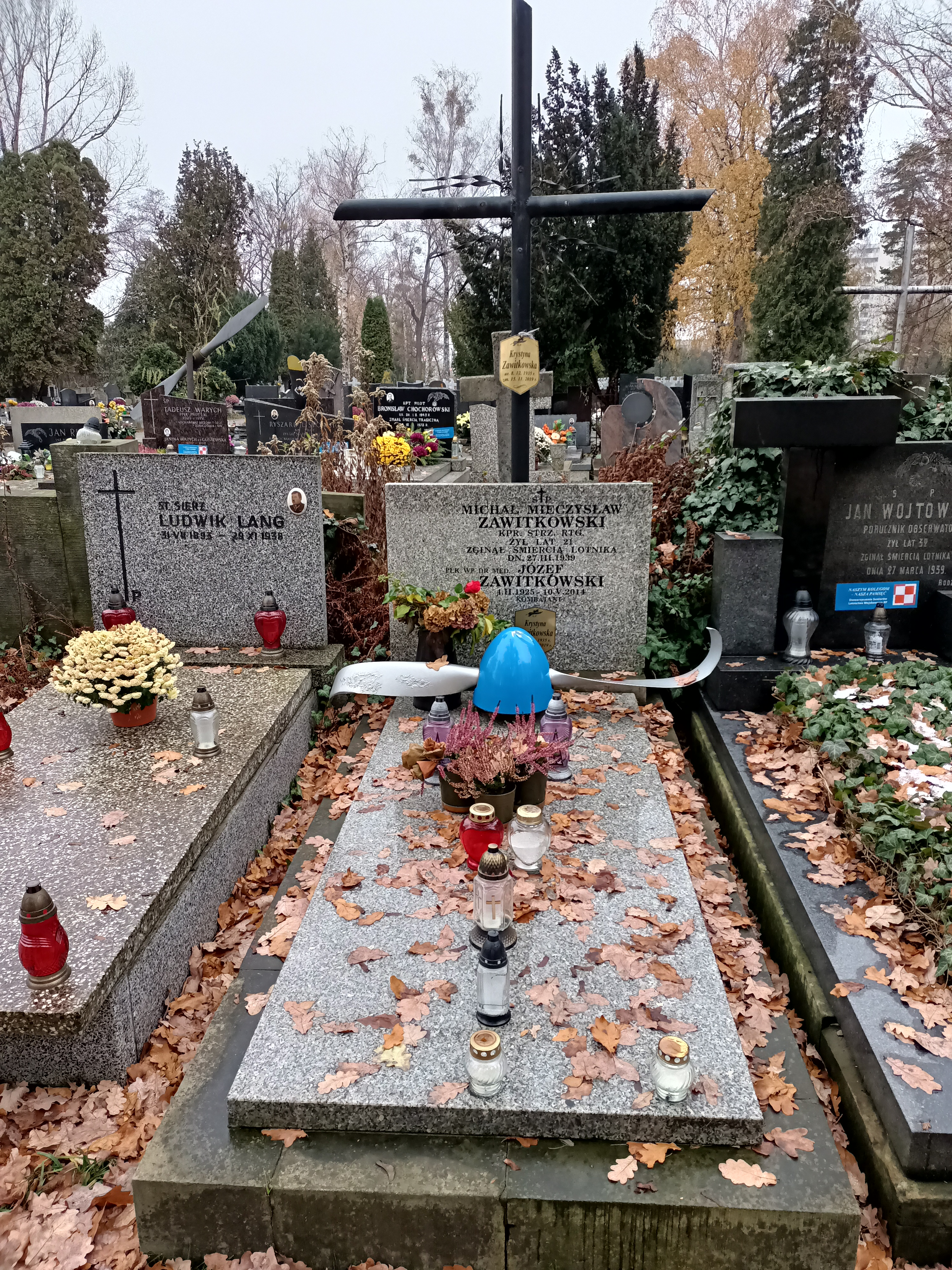
Grób lekkoatletki Krystyny Nowakowskiej Zawitkowskiej na cmentarzu wojskowym na Powązkach

Krystyna Snop-Nowakowska-Zawitkowska (ur. 8 grudnia 1935 w Ostrowcu Świętokrzyskim, zm. 15 listopada 2019) – polska lekkoatletka, specjalizująca się w biegach średnich.
Zawodniczka KSZO Ostrowiec i Legii Warszawa. Olimpijka z Rzymu (1960). Podczas mistrzostw Europy w Belgradzie (1962) zajęła 5. miejsce w biegu na 800 m (2:05.8). W prestiżowym biegu gazety francuskiej L’Humanité zajęła w 1963 2. pozycję.
Pięciokrotna rekordzistka Polski (w tym 3 razy w biegu na 800 m do 2:05.8 w 1962). Dziewięciokrotna mistrzyni Polski (w tym czterokrotna w biegu na 800 m i pięciokrotna w biegach przełajowych). Dwukrotnie notowana w rankingu pisma Track and Field News: w 1959 zajęła 7. miejsce na 800 m, w 1962 – 8. miejsce. Nauczycielka WF, trenerka.
Została pochowana na Wojskowych Powązkach (kw. C 14, rząd VIII, miejsce 9).